# Ластівка (видавництво)
«Ластівка» (Lastivka Press) — українське видавництво, яке діяло в 1953—1997 роках у Мельбурні, Австралія.

## Історія
Видавництво «Ластівка» засновано в Мельбурні 1953 року Дмитром Нитченком (псевдонім: Д. Чуб). Видавало українською та англійською мовами художню, зокрема дитячу, мемуарну літературу, а також збірники, навчальні посібники за редакцією та з передмовами засновника.

## Видання
- Антоненко-Давидович Б. «Печатка» [Архівовано 26 березня 2016 у Wayback Machine.], передмова Дм. Чуба. — Мельборн: «Ластівка», 1979. — 85 с. ISBN 0-9595837-1-8
- Хахулін О. «Б. Антоненко-Давидович у пазурях чекістів», передмова та переклад з рос. Дмитра Чуба. — Мельборн: «Ластівка», 1987. ISBN 0-949617-11-3
- Чуб Д. «Шевченко в житті» [Архівовано 4 жовтня 2013 у Wayback Machine.]. — Б.м. (На чужині), 1947. — 48 с.
- Чуб Д. «Це трапилося в Австралії» 1953
- Чуб Д. На гадючому острові: З австралійських пригод. — Мельбурн-Аделаїда: «Ластівка», 1953. — 24 с.[1]
- Чуб Д. Вовченя [Архівовано 30 жовтня 2016 у Wayback Machine.]. Мельбурн-Аделаїда, Ластівка, 1954.
- Сібо Б. Літаючі самоцвіти [Архівовано 30 жовтня 2016 у Wayback Machine.]. Мельбурн-Аделаїда, Ластівка, 1957.
- Чуб Д. «Вовченя» [Архівовано 2 квітня 2015 у Wayback Machine.]: Збірочка для дітей шкільного віку. — Мельбурн-Аделаїда: «Ластівка», 1954. — 16 с.
- Сібо Б. Літаючі самоцвіти [Архівовано 30 жовтня 2016 у Wayback Machine.]. — Мельбурн: Ластівка, 1957. — 63 с.
- Далека Лідія. Легіт і бризи: Поезії [Архівовано 25 січня 2018 у Wayback Machine.]. — Мельбурн: Ластівка, 1957. — 64 с.
- Сірко І. Голос крові [Архівовано 4 березня 2016 у Wayback Machine.]. Мельбурн-Аделаїда: Ластівка, 1961
- Нитченко Д. «Український правописний словник». Мельборн: Ластівка, 1968.
- Чуб Д. «З Новоґвінейських вражень» [Архівовано 2 квітня 2015 у Wayback Machine.]: На слідах Миклухи-Маклая. — Мельборн: «Ластівка», 1977. — 128 с.
- Чуб Д. «Борис Антоненко-Давидович» [Архівовано 21 лютого 2014 у Wayback Machine.]: Життя і творчість. — Мельборн: «Ластівка», 1979. — 32 с. ISBN 0-9595837-2-6
- Чуб Д. «Люди великого серця»: Статті, розвідки, спогади. — Мельборн: Ластівка, 1981. — 243 с. ISBN 0-0595837-8-5
- Чуб Д. «У дзеркалі життя й літератури» [Архівовано 21 лютого 2014 у Wayback Machine.]: Статті, розвідки, спогади. — Мельборн: «Ластівка», 1982. — 200 с. ISBN 0-9595837-9-3
- Chub D. «How Moscow Russifies Ukraine» [Архівовано 2 лютого 2014 у Wayback Machine.] («Як Москва русифікує Україну»). — Melbourne: Lastivka Press, 1983. — 49 с. ISBN 0949617016 (англ.)
- Чуб Д. «В лісах під Вязьмою» [Архівовано 21 лютого 2014 у Wayback Machine.]: Спогади про Другу світову війну. — Мельборн: «Ластівка», 1983. — 131 с. ISBN 0-949617-00-8. Вперше книга видавалась 1958 року.
- Іван Багряний. Скелька. Передмова: Дмитро Чуб, Обкладинка: М. Денисенко. Мельбурн: видавництво «Ластівка», 1984. 149 стор. ISBN 0-949617-03-2.
- Chub D. «Shevchenko the Man: the Initmate Life of a Poet» («Шевченко в житті»), translated from the Ukrainian by Yuri Tkach. — Toronto-Chicago-Melbourne: Bayda Books, 1985. — 159 с. ISBN 0-908480-15-6
- Нитченко Д. «Український ортографічний словник» [Архівовано 4 березня 2016 у Wayback Machine.]. — Мельборн: «Ластівка», 1985. — 176 с. ISBN 0949617075
- Чуб Д. «Живий Шевченко (інтимне життя поета)» [Архівовано 2 квітня 2015 у Wayback Machine.]. — Мельборн: «Ластівка», 1987. — 152 с. ISBN 0949617105
- Нитченко Д. «Листи письменників»: «Збірка перша» [Архівовано 27 грудня 2013 у Wayback Machine.]. — Мельборн: «Ластівка», 1992. — 190 с. ISBN 0-949617-13-X

### Альманах«Новий обрій»
- 1954 — «Новий Обрій: Альманах» ч. 1 [Архівовано 2 лютого 2018 у Wayback Machine.], Література, мистецтво, культурне життя / «Ластівка», Мельбурн, 127 с.
- 1960 — «Новий Обрій: Альманах» ч. 2 [Архівовано 2 лютого 2018 у Wayback Machine.], Література, мистецтво, культурне життя / «Ластівка», Мельбурн, 239 с.
- 1967 — «Новий Обрій: Альманах» ч. 3, Література, мистецтво, культурне життя / «Ластівка», Мельбурн, 188 с.
- 1971 — «Новий Обрій: Альманах» ч. 4 [Архівовано 2 лютого 2018 у Wayback Machine.], Література, мистецтво, культурне життя (20 років нашого життя в Австралії 1949—1971) / «Ластівка», Мельбурн, 184 с.
- 1974 — «Новий Обрій: Альманах» ч. 5 [Архівовано 2 лютого 2018 у Wayback Machine.], Література, мистецтво, культурне життя / «Ластівка», Мельбурн, 272 с.
- 1980 — «Новий Обрій: Альманах» ч. 6, Література, мистецтво, культурне життя (30 років нашого життя в Австралії 1949—1979) / «Ластівка», Мельбурн, 256 с. ISBN 0-9595837-3-4
- 1988 — «Новий Обрій: Альманах» ч. 8, Література, мистецтво, культурне життя (20-ліття існування літературно-мистецького клюбу ім. Василя Сумоненка в Мельбурні, 1000-ліття християнства України 988—1988) / в-во «Ластівка», Мельбурн, 280 с. ISBN 0-7316-2849-7
- 1997 — «Новий Обрій: Альманах» ч. 10 [Архівовано 3 лютого 2018 у Wayback Machine.], Література, мистецтво, культурне життя (50 років Українського життя і праці в Австралії 1948—1998) / «Ластівка», Мельбурн, 312 с. ISBN 0-949617-17-2
- 1999 — «Новий Обрій: Альманах» ч. 11, Література, мистецтво, культурне життя (Будівничим австралійської України в 50-ліття поселення українців на п'ятому континенті) /«Ластівка», Мельбурн, 320 с. ISBN 0-949-1717-2